# Rotrude
Rotrude (algumas vezes referida como Hruodrud) (775 - 6 de junho de 810) foi a segunda filha do imperador Carlos Magno, de seu casamento com Hildegarda de Vinzgouw.
Pouco se sabe sobre a infância da princesa Rotrude. Foi educada pelo monge Alcuíno de Iorque, que afetuosamente a chama de Columba em suas cartas para ela. Quando tinha seis anos foi prometida ao imperador bizantino Constantino VI, quando a mãe deste, Irene de Atenas, era a regente. Os bizantinos chamavam-lhe Erythro e enviaram um monge chamado Eliseu, para a educar na língua grega e costumes bizantinos. Contudo a mãe de Constantino, Irene, rompeu o acordo em 788.
Rotrude manteve relações com Rorgo de Rennes, conde de Maine e Rennes, e dele teve dois filhos e uma filha, entre eles Luís, abade de Saint-Denis.
A princesa se tornou freira ao lado de sua tia paterna, Gisela, abadessa de Chelles, e morreu em 6 de junho de 810.